# Intersegmentalhaut
Die Intersegmentalhaut ist eine weiche und sehr dünne Cuticula, die nur wenig sklerotisiert ist und die stark sklerotisierten Körpersegmente von Gliederfüßern (vor allem Insekten, Kieferklauenträger, Krebstiere und Tausendfüßer) verbindet. Daher schafft sie eine Beweglichkeit der Körperabschnitte an den Segmentgrenzen.
Die Intersegmentalhaut kann bei starr miteinander verbundenen Segmenten auf eine Intersegmentalnaht bzw. Segmentnaht reduziert sein.